# Moonfall
Moonfall (bra: Moonfall - Ameaça Lunar; prt: Moonfall - Rota de Colisão) é um filme de desastre e ficção científica de 2022 dirigido por Roland Emmerich. Emmerich co-escreveu o roteiro com Spenser Cohen e Harald Kloser. O filme é uma coprodução americana, britânica e chinesa estrelado por Halle Berry, Patrick Wilson, John Bradley, Michael Peña, Charlie Plummer, Kelly Yu e Donald Sutherland. As filmagens ocorreram em Montreal com um orçamento de produção de US$ 138 a 146 milhões, tornando-o um dos filmes produzidos independentemente mais caros de todos os tempos.
O enredo conta a história de uma força misteriosa que tira a Lua de sua órbita  fazendo com que ela se mova em direção à  Terra, prestes a causar a extinção humana. Apenas algumas semanas antes do impacto, a NASA envia dois ex-astronautas e o teórico da conspiração K.C. Houseman em uma difícil missão ao espaço; eles tem que deixar suas famílias para trás e arriscar pousar na superfície lunar para salvar o planeta da extinção.
Moonfall foi lançado nos Estados Unidos em 4 de fevereiro de 2022, pela Lionsgate. O filme recebeu críticas mistas a geralmente desfavoráveis dos críticos.
No Brasil, foi lançado nos cinemas pela Diamond Films/Galeria Distribuidora em 3 de fevereiro de 2022, e em maio do mesmo ano entrou no catálogo da Amazon Prime Video Brasil.

## Enredo
O astronauta Brian Harper está trabalhando em um satélite em uma missão do ônibus espacial em 2011, quando um misterioso enxame negro ataca a missão e mata um colega de tripulação. Ele consegue levar o ônibus espacial avariado de  volta à Terra salvando a sua colega de missão. Durante a investigação para apurar o que aconteceu, ninguém acredita em sua explicação,  e Harper é injustamente responsabilizado por erro humano e é demitido da  NASA.
Dez anos depois, o teórico da conspiração K.C. Houseman, que acredita que a Lua é uma megaestrutura artificial, invade os dados de um telescópio e descobre que a órbita da Lua está se aproximando da Terra. Ele tenta compartilhar suas descobertas com Harper, que não acredita nele, fazendo K.C. levar a história a público nas redes sociais. A NASA monta uma missão   para investigar a anormalidade. O mesmo enxame negro ataca e mata todos os três membros da tripulação, depois que eles lançam uma sonda em um buraco artificial de quilômetros de profundidade na Lua.
À medida que a Lua se aproxima da Terra, os desastres cataclísmicos aumentam: tsunamis atingem a costa oeste americana, anormalidades da gravidade e dissipação atmosférica. É revelado dentro da NASA que a Apollo 11 descobriu as anormalidades na Lua, e o apagão de dois minutos foi para bloquear dados inexplicáveis, nos quais a Lua supostamente ressoou fortemente com o impacto do tanque de combustível descartado da Apollo 11. Um programa chamado ZX7 criou um gerador de EMP para tentar matar o enxame, que é retirado do armazenamento. Nesse meio tempo, Brian Harper é chamado para ir numa missão à lua mas exige, para isto que  libertem o seu filho adolescente Sonny que está detido por excesso de velocidade. Um ônibus espacial é trazido de um museu e preparado para o lançamento. KC, Harper e a vice-diretora Jocinda "Jo" Fowler se lançam com o gerador de EMP, escapando por pouco de um tsunami gravitacional que destrói a base de decolagem da nave.
Ao entrar na Lua, eles descobrem que o enxame está desviando a energia gerada por uma anã branca no centro da Lua, fazendo com que a órbita da megaestrutura artificial se desestabilize, devido ao comprometimento de sua fonte de energia. A megaestrutura foi construída por ancestrais da humanidade bilhões de anos no passado, que eram tecnologicamente mais avançados do que seus descendentes atuais, como uma arca enquanto fugiam de uma inteligência artificial que cresceu muito forte e extinguiu os ancestrais da humanidade. O enxame é uma das IAs que encontraram a Lua, que foi a última arca. Enquanto isso, Sonny Harper e Michelle, a babá de Jimmy, filho de Fowler, decidem procurar o abrigo militar do pai da criança, o General Doug Davidson, localizado no Colorado. O trio chega na cidade de Aspen, onde chegam em um acampamento de sobreviventes antes de se salvarem de serem sugados pela gravidade lunar que mata a maioria dos civis.
Sonny, Jimmy e Michelle encontram Brenda Lopez ( ex-mulher de Bryan) se refugiando com sua família constituída pelo seu novo marido, Tom Lopez. O grupo sai de seu chalé assim que recebem o alerta de dissipação atmosférica, onde encontram outro grupo de sobreviventes que acabam atrapalhando sua fuga. Sonny e sua família conseguem roubar tanques de oxigênio desse grupo, onde fogem no meio da destruição da atração gravitacional e culminando na morte dos seus perseguidores. Quando o oxigênio se torna rarefeito, Tom se sacrifica para salvar a sua filha ao entregar seu tanque de oxigênio a ela, morrendo sufocado no processo. Após o impacto da Lua com a Terra se estender pelo Hemisfério norte, que resultou em uma destruição catastrófica total, o Presidente dos EUA deu ao Presidente do Estado-Maior Conjunto, General Jenkins, ordem para lançar um Ataque Nuclear em direção à Lua. No entanto, o general Doug Davidson, recusou-se a cumprir a ordem de ataque nuclear, para  salvar a vida de sua ex-esposa, Fowler, que estava junto com Harper e Houseman tentando destruir o enxame negro na lua que é na verdade uma inteligência artificial hostil.
K.C. se sacrifica para atrair o enxame para o Gerador  de EMP e o detona. Fowler e Harper pousam na Terra em meio as destroços do Chrysler Building antes de reencontrarem seus familiares vivos após a catástrofe. Com a energia restaurada, a Lua retorna à sua órbita regular, onde vários detritos lunares criam um anel de poeira semelhante aos anéis de Saturno (planeta). O sistema operacional da Lua revela que armazenou a consciência de K.C., aparecendo para ele como sua mãe, e afirma que eles precisam trabalhar.

## Elenco
- Halle Berry como Jocinda "Jo" Fowler, uma ex-astronauta da NASA agora servindo como vice-diretora e uma antiga colega de Brian Harper que já voou juntos na missão do ônibus espacial Endeavour, dez anos antes do incidente.
- Patrick Wilson como Brian Harper, um ex-astronauta da NASA que voou na missão do ônibus espacial Endeavour dez anos antes do incidente que agora está trabalhando como guia no Observatório Griffith.
- John Bradley como K.C. Houseman, um teórico da conspiração, aquele que descobre que a Lua é artificial e também descobre o impacto da Lua em direção à Terra após seu contato com um funcionário de um observatório no Chile.
- Michael Peña como Tom Lopez, marido de Brenda Lopez, dono de um showroom e concessionária Lexus de sucesso.
- Charlie Plummer como Sonny Harper, filho distante de Brian e Brenda que foi preso por dirigir acima dos limites de velocidade.
  - Azriel Dalman como o jovem Sonny Harper
- Kelly Yu como Michelle, uma estudante de intercâmbio que trabalha como creche na Jo Fowler House e muitas vezes acompanhava o filho de Fowler e Davidson, Jimmy.
- Donald Sutherland como Holdenfield, um ex-funcionário da NASA que descobriu o mistério do lado escuro da Lua que ocorreu durante a missão Apollo 11.
- Eme Ikwuakor como General Doug Davidson, um General de Quatro Estrelas da Força Aérea dos Estados Unidos que serviu como Chefe do Estado Maior da Força Aérea dos Estados Unidos e ex-marido de Jo Fowler.
- Carolina Bartczak como Brenda Lopez, ex-esposa de Brian e mãe de Sonny, que atualmente vive com seu novo marido, Tom Lopez.
- Maxim Roy como Gabriella Auclair, uma capitã militar que lidera a missão da força-tarefa para resgatar Brian e Houseman.
- Frank Schorpion como General Jenkins, um general de quatro estrelas da Força Aérea dos Estados Unidos que serviu como presidente do Estado-Maior Conjunto e foi encarregado pelo presidente dos Estados Unidos de lançar um míssil nuclear em direção à Lua.
- Stephen Bogaert como Albert Hutchings, um diretor da NASA e superior de Jo Fowler que entrega sua posição a Jo Fowler no último minuto antes do impacto da Lua.
- Andreas Apergis como o tenente-coronel Reed, um soldado que foi encarregado de entregar um EMP que estava prestes a ser detonado na Lua.
- Kathleen Fee como Sra. Elaine Houseman, a mãe de K.C. Houseman que vive em um lar de idosos e sofre de doença de Alzheimer.

## Produção
Em maio de 2019, Roland Emmerich foi anunciado para escrever e dirigir o filme. Com um orçamento de US$ 138 a 146 milhões (dos quais a Huayi Brothers financiou cerca de US$ 40 milhões), é um dos filmes independentes mais caros já produzidos. Emmerich disse que o projeto já havia sido comprado pela Universal Pictures, e uma vez que ele recuperou os direitos, Emmerich e seu parceiro Harald Kloser foram ao Festival de Cinema de Cannes para obter apoio financeiro, com a natureza independente ajudando Emmerich a obter o controle criativo e uma participação de 50% do filme. A ideia surgiu depois de ler o romance de Christopher Knight e Alan Butler, Who Built the Moon?, que debateu sobre a Lua ser uma construção artificial, e o roteiro foi trabalhado por quatro anos. Em novembro de 2019, a Lionsgate adquiriu os direitos de distribuição na América do Norte e a AGC International adquiriu os direitos de distribuição internacional.
Em maio de 2020, Josh Gad e Halle Berry foram escalados, com Patrick Wilson e Charlie Plummer adicionados em junho. Em outubro, Stanley Tucci, John Bradley, Donald Sutherland e Eme Ikwuakor foram adicionados ao elenco, com Bradley substituindo Gad devido a conflitos de agenda.
As filmagens começaram em Montreal em outubro de 2020, depois de terem sido planejadas para um início de primavera, e duraram um total de 61 dias. Michael Peña, Carolina Bartczak, Maxim Roy e Stephen Bogaert foram adicionados em janeiro de 2021, com Peña substituindo Tucci em seu papel devido às restrições de viagem do COVID-19, impedindo Tucci de viajar para a produção. Devido à pandemia de COVID-19, o filme teve que acelerar sua fotografia principal com um gasto adicional de US$ 5,6 milhões. Entre as restrições da pandemia estava a falta de locações, forçando a construção de 135 cenários diferentes, construídos principalmente em seis palcos no Grandé Studios. Um museu na Flórida contribuiu com um cockpit original de um ônibus espacial, e a NASA forneceu vários dados sobre a espaçonave.
1.700 tomadas de efeitos visuais foram feitas para Moonfall, tratadas principalmente por quatro empresas, Scanline VFX, Pixomondo, DNEG e Framestore. A Scanline esteve envolvida desde um teaser feito durante a produção de Midway para Cannes, uma foto da Lua surgindo atrás da Terra que acabou no filme finalizado.

## Recepção
No site agregador de críticas Rotten Tomatoes, 35% das 216 resenhas dos críticos são positivas. O Metacritic, que usa uma média ponderada, atribuiu ao filme uma pontuação de 45 em 100, baseado em 41 críticos, indicando críticas "mistas ou médias".
O público pesquisado pelo CinemaScore deu ao filme uma nota média de "C+" em uma escala de A+ a F, enquanto os do PostTrak deram uma pontuação positiva de 66%, com 49% dizendo que definitivamente recomendaria.

## Possível sequência
Em janeiro de 2022, Emmerich falou sobre a possibilidade de filmar duas sequências consecutivas se o primeiro filme fosse um sucesso. No mês seguinte, a estrela John Bradley disse que "se Roland seguir a direção que ele quer, o segundo [ou] o terceiro filme talvez seja ainda mais louco do que o primeiro."